# Castanea ozarkensis
Castanea ozarkensis, el castaño de Ozark, es un árbol del género Castanea en la familia Fagaceae.

## Descripción
Árboles o arbustos, a menudo masivos, de hasta 20 m de altura, aunque hoy día rara vez pasa de los 10 m. La corteza es parduzca, profundamente o moderadamente fisurada. Tiene las ramitas jóvenes glabras. Las hojas tienen un pecíolo de generalmente 8-15 mm y el limbo estrechamente obovado u oblanceolado de 4-26 por 3-10 cm con la base redondeada o ligeramente cordada o cuneiforme, los márgenes marcadamente aserrado, con los dientes normalmente de más de 2 mm y ápice agudo o acuminado. El envés es más o menos densamente cubierto de tricomas estrellados, adpresos, blanquecinos y diminutos. Hay una flor femenina por inflorescencia que da un fruto en nuez con calibio bivalva dehiscente por 2 suturas, con espinas generalmente de más de 1 cm, un aquenio por cúpula, oval-cónico de 9-19 por 8-14 mm, de sección redonda, no aplanada, con pico de menos de 3 mm excluyendo los estilos.

## Hábitat y distribución
Es una especie nativa de los bosques de caducifolios de las montañas Ozark al oeste del río Misisipi en América del Norte, florece en junio en altitudes comprendidas entre 15 y 600m y se extiende por los Estados de Alabama, Arkansas, Luisiana, Misuri, Oklahoma y Texas.

## Taxonomía
Castanea ozarkensis fue descrita por William Willard Ashe y publicado en Bulletin of the Torrey Botanical Club 50(11): 360–361. 1923.
Etimología
Castanea: nombre genérico que deriva del Griego χάστανον y luego el Latín castănĕa, -ae, nombre del castaño y de la castaña (Virgilio, Bucolicas,1, 82), esta última también llamada castanea nux (Virgilio, Bucolicas, 2, 52), la nuez del castaño. También podría derivar de Castanaea, -ae o Castana, -ae, ciudad de Asia Menor o, según otros, del nombre armenio de este árbol.
ozarkensis: epíteto geográfico que alude a su localización en Ozark (Arkansas).
Sinonimia
- Castanea pumila var. ozarkensis (Ashe) G.E.Tucker, Proc. Arkansas Acad. Sci. 29: 68 (1975).
- Castanea pumila subsp. ozarkensis (Ashe) A.E.Murray, Kalmia 13: 4 (1983).
- Castanea arkansana Ashe, Bull. Torrey Bot. Club 50: 361 (1923).
- Castanea alabamensis Ashe, Quart. Charleston Mus. 1(2): 30 (1925).[5][6]